# Jadranska pošta
Jadranska pošta je bio hrvatski dnevnik iz Splita. Izašle su prvi put 1925., a prestale su izlaziti 1934. godine. Uređivao ih je Manfred Makale.
Izlazile su svakodnevno osim nedjeljom i praznikom.